# Isoglossa stipitata
Isoglossa stipitata är en akantusväxtart som beskrevs av C. B. Cl.. Isoglossa stipitata ingår i släktet Isoglossa och familjen akantusväxter. Inga underarter finns listade i Catalogue of Life.